# Cetaganda (novela)
Cetaganda es una novela de ciencia ficción del subgénero ópera espacial, escrita por la autora norteamericana Lois McMaster Bujold dentro de la serie de Miles Vorkosigan.
Originalmente la historia fue publicada en cuatro entregas en la revista Analog, durante el año 1995.
La novela fue nominada al Premio Locus de ciencia ficción de 1997, junto con el relato de la misma autora Recuerdos, incluido en el mismo libro.

## Sinopsis
Miles e Iván son enviados al Imperio Cetagandano para representar a Barrayar en los funerales de la recientemente fallecida emperatriz. Allí se ven envueltos en un complot de asesinato que amenaza con dividir el imperio en nueve partes incontrolables. Después de descubrir y resolver el complot, Miles es condecorado con la Orden del Mérito, la más alta condecoración de Cetaganda. También descubrirá pistas de un experimento genético que se convertirá en la trama principal de la siguiente novela de la saga; Ethan de Athos.

## Cronología
Las fechas de publicación de los distintos relatos de la saga de Miles Vorkosigan no se corresponden con el orden cronológico interno de la trama. Dentro de la serie, este relato se encuentra:
| Precedido por:      | Serie:                    | Seguido por:   |
| ------------------- | ------------------------- | -------------- |
| El juego de los Vor | Serie de Miles Vorkosigan | Ethan de Athos |